# Lykke Li
Li Lykke Timotej Zachrisson, conosciuta con il nome d'arte Lykke Li (Ystad, 18 marzo 1986), è una cantautrice svedese.
Ha pubblicato il suo primo album, Youth Novels, nel 2008.

## Biografia
Nata a Ystad, Scania, Lykke è figlia di una fotografa e di un musicista hippy. Pochi anni dopo la sua nascita, la famiglia si trasferì a Stoccolma e quando Lykke aveva sei anni si trasferirono nelle montagne del Portogallo, dove hanno vissuto per cinque anni. La famiglia Zachrisson ha anche vissuto diversi periodi a Lisbona ed in Marocco (ed alcuni inverni in Nepal ed in India) per poi tornare in Svezia. Lykke ha una sorella maggiore, Zara Lou ed un fratello minore, Zacharias. All'età di 19 anni si trasferì per tre mesi nel quartiere di Bushwick a Brooklyn, per poi ritornarvi all'età di 21 anni per registrare il suo album.
Dopo aver ottenuto un discreto successo con l'EP del 2007 Little Bit, pubblica il suo primo album, Youth Novels su etichetta LL Recordings. Pubblicato inizialmente il 4 febbraio 2008, ha ricevuto un rilascio europeo più ampio nel giugno 2008. L'album è stato prodotto da Björn Yttling, dei Peter Bjorn and John, e da Lasse Mårtén.
In seguito ha collaborato con il musicista svedese Kleerup per suo omonimo album, contribuendo vocalmente alla traccia Until We Bleed, inoltre ha lavorato con i Röyksopp nel loro album Junior, nelle tracce Miss It So Much e Were You Ever Wanted.
Si fa conoscere grazie ad una cover di Knocked Up, originariamente registrata da Kings of Leon, ma Lykke Li diventa sempre più popolare tra gli appassionati di musica indipendente anche grazie alle sue partecipazioni al Coachella Valley Music and Arts Festival, nell'aprile 2009 e al Lollapalooza, nell'agosto dello stesso anno, nell'ambito del tour promozionale per l'album Youth Novels.
Riesce a far conoscere la sua musica anche grazie al cinema e alla televisione, una versione remix del brano I'm Good, I'm Gone è stato incluso nella colonna sonora del film Patto di sangue, mentre Until We Bleed, cantata con Kleerup, è stata inserita in un episodio della serie televisiva britannica Misfits. Nel 2009 scrive il brano Possibility appositamente per la colonna sonora del film The Twilight Saga: New Moon. Nel settembre 2010 viene scelta, assieme a Pixie Geldof e Miss Nine, come volto della collezione Levi's Curve ID.
Nel febbraio del 2011 viene pubblicato il suo secondo album, Wounded Rhymes, prodotto sempre da Björn Yttling e registrato interamente a Los Angeles. L'album è stato anticipato da due singoli, Get Some e I Follow Rivers.
Nel 2012 partecipa ad una raccolta-tributo ai Fleetwood Mac con il brano Silver Springs.
Nel 2013 collabora al secondo album di David Lynch, ossia The Big Dream, cantando nel brano I'm Waiting Here.
Nel febbraio 2014 annuncia attraverso un trailer il titolo e la data di pubblicazione del suo terzo album discografico, I Never Learn. L'album verrà pubblicato nel maggio 2014 attraverso la LL Recordings. Sempre nel 2014, esegue i cori nel brano The Troubles degli U2 (Songs of Innocence).
Nel 2016 entra a far parte del supergruppo Liv, insieme a Andrew Wyatt e Pontus Winnberg dei Miike Snow, Björn Yttling dei Peter Bjorn and John, e Jeff Bhasker.
L'8 giugno 2018, Lykke Li pubblica l'album So Sad So Sexy, anticipato dai singoli Deep End, Hard Rain, Utopia, Sex Money Feelings Die e Two Nights. Nel luglio 2019, l'artista pubblica l'EP Still Sad Still Sexy, contenente i remix di quattro tracce di So Sad So Sexy e due nuove canzoni.
Nell'ottobre 2020, Lykke Li pubblica il singolo in lingua svedese Bron.
Il 23 marzo 2022, la cantante pubblica il singolo No Hotel, che anticipa il quinto album di studio, Eyeye, il quale viene pubblicato il 20 maggio.

## Vita privata
Della sua pratica di meditazione trascendentale, Lykke Li ha detto nel 2014: "È davvero interessante da un punto di vista creativo. Prima potevo scrivere solo poche frasi e dovevo fare una pausa per qualche giorno prima di poter andare tornando a questo. All'improvviso, potevo scrivere e finire una canzone in una volta sola - strofa, strofa, strofa, ritornello, tutto. E questo sarebbe successo con canzone dopo canzone. Alla fine, ho aperto il cancello". 
Il 30 ottobre 2015, Lykke Li ha pubblicato una foto su Instagram annunciando la sua gravidanza. Il 12 febbraio 2016, ha annunciato su Facebook la nascita di suo figlio Dion, il cui padre è il musicista Jeff Bhasker. Sua madre morì tre settimane dopo la nascita di Dion; dice che il suo album So Sad So Sexy è nato da questo momento difficile della sua vita.

## Discografia

### Da Solista

#### Album in studio
- 2008 – Youth Novels
- 2011 – Wounded Rhymes
- 2014 – I Never Learn
- 2018 – So Sad So Sexy
- 2022 – Eyeye

#### EP
- 2007 – Little Bit
- 2008 – iTunes Festival: London 2008
- 2010 – Get Some
- 2011 – iTunes Session
- 2014 – Live and In Session
- 2018 – Spotify Singles
- 2019 – Still Sad Still Sexy
- 2025 – Covers

#### Singoli
- 2007 – I'm Good, I'm Gone
- 2008 – Breaking It Up
- 2009 – Possibility
- 2009 – Tonight
- 2010 – Get Some
- 2011 – I Follow Rivers
- 2011 – Sadness is a Blessing
- 2011 – Youth Knows No Pain

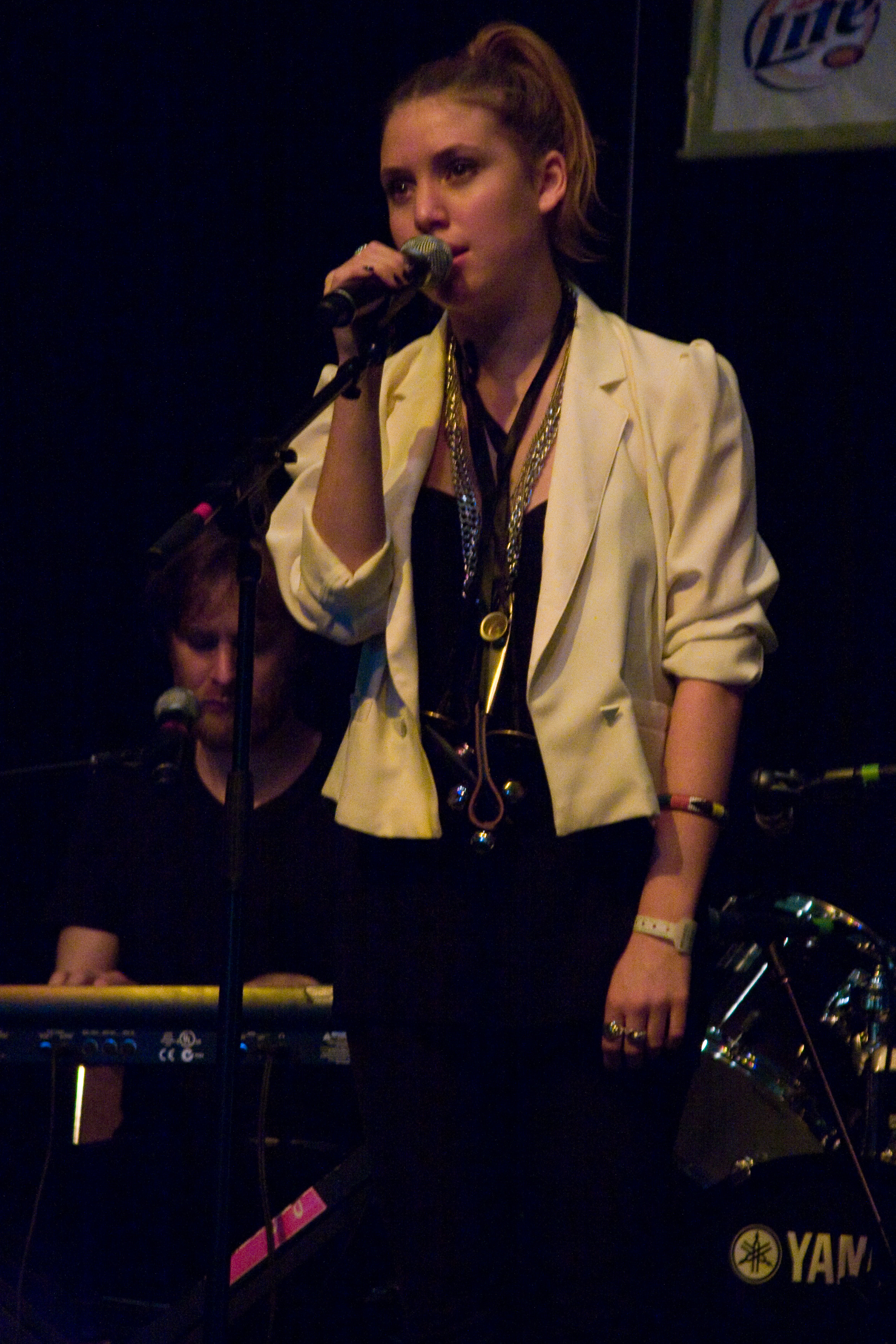
Lykke Li in concerto nel 2008

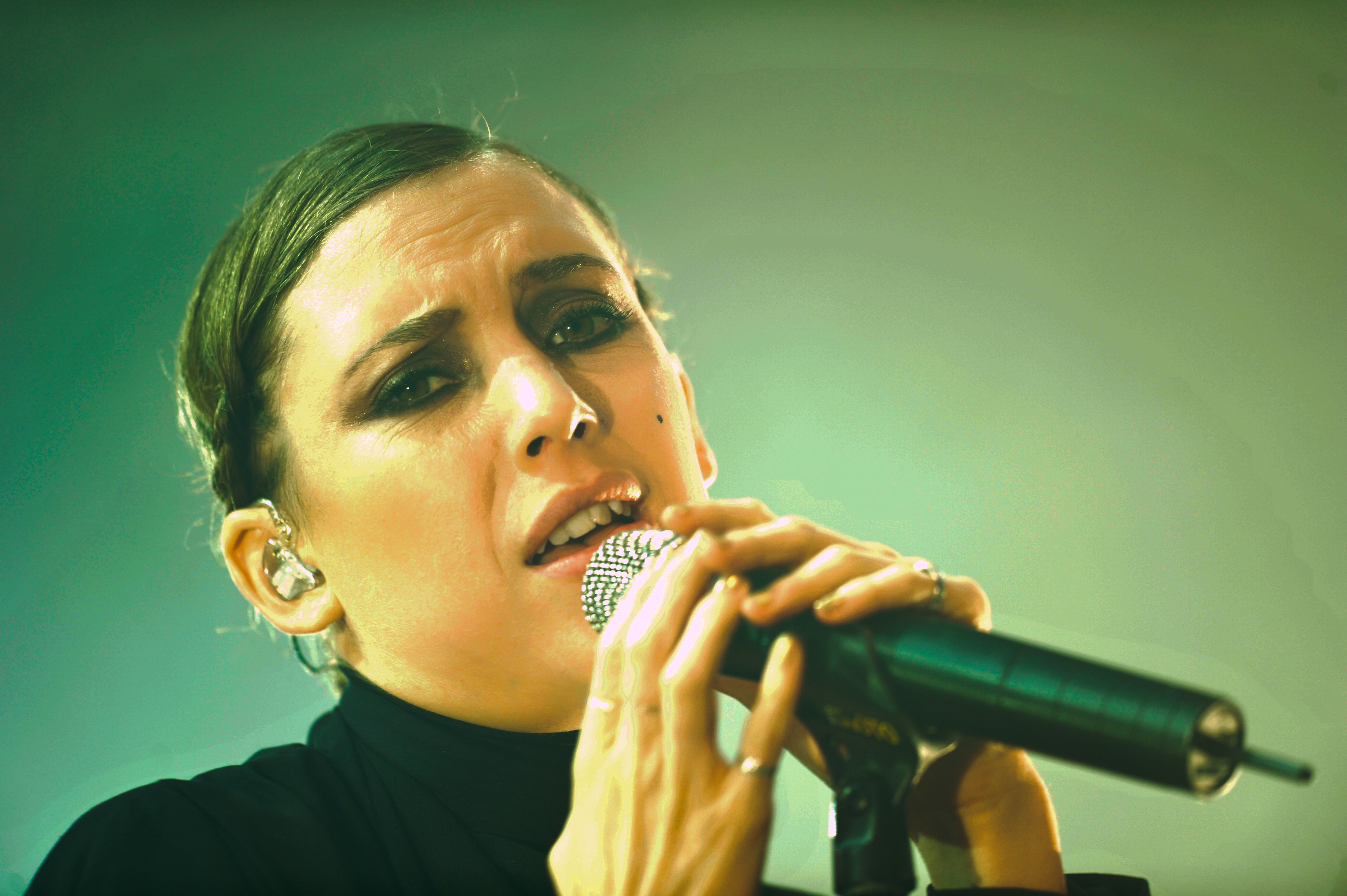
Lykke Li in concerto nel 2011

- 2014 – No Rest For The Wicked (sola o con ASAP Rocky)
- 2014 – Love Me Like I'm Not Made of Stone
- 2014 – Gunshot
- 2015 – Never Gonna Love Again
- 2017 – Unchained Melody
- 2018 – Time in a Bottle
- 2018 – Deep End
- 2018 – Hard Rain
- 2018 – Utopia
- 2018 – Sex Money Feelings Die (sola o con Lil Baby and snowsa)
- 2018 – Two Nights (sola o con Skrillex e Ty Dolla Sign)
- 2020 – I Will Survive
- 2020 – Bron
- 2022 – No Hotel
- 2022 – Highway to Your Heart
- 2024 – Ring of Fire
- 2024 – The Gambler (con i Abstract Crimewave)

#### Collaborazioni
- 2008 – Until We Bleed - Kleerup featuring Lykke Li (Kleerup)
- 2008 – Starchasers (con un campionamento di Little Bit) - Charles Hamilton (It's Charles Hamilton)
- 2009 – Gifted - N.A.S.A. featuring Kanye West, Santogold & Lykke Li (The Spirit of Apollo)
- 2009 – A Little Bit - Drake & Lykke Li (So Fare Gone)
- 2009 – Miss It So Much - Röyksopp featuring Lykke Li (Junior)
- 2009 – Were You Ever Wanted - Röyksopp featuring Lykke Li (Junior, solo in Giappone)
- 2009 – Knocked Up (Remix) - Kings of Leon featuring Lykke Li
- 2009 – Leaving You Behind - Amanda Blank featuring Lykke Li (I Love You)
- 2013 –  I'm Waiting Here - David Lynch featuring Lykke Li
- 2014 – The Troubles - U2 featuring Lykke Li
- 2015 – Never Let You Down - Woodkid featuring Lykke Li (The Divergent Series: Insurgent - Original Motion Picture Soundtrack)
- 2019 – Late Night Prelude - Mark Ronson featuring Lykke Li
- 2019 – Late Night Feelings - Mark Ronson featuring Lykke Li
- 2019 – 2 AM - Mark Ronson featuring Lykke Li
- 2024 – Hiding - Ben Böhmer featuring Lykke Li

### con il supergruppo LIV
Singoli
- 2016 – Wings of Love
- 2016 – Dream Awake
- 2017 – Heaven
- 2017 – Hurts to live

## Tournée
- 2008/2009 – Youth Novels Tour
- 2014 – I Never Learn Tour
- 2018 – So Sad So Sexy Tour
- 2022 – "It's Emotional" The EYEYE tour
- 2023 – Symphony

festival
- 2019 – Yola Día

## Filmografia
- Song to Song, regia di Terrence Malick (2017)